# L'École des filles

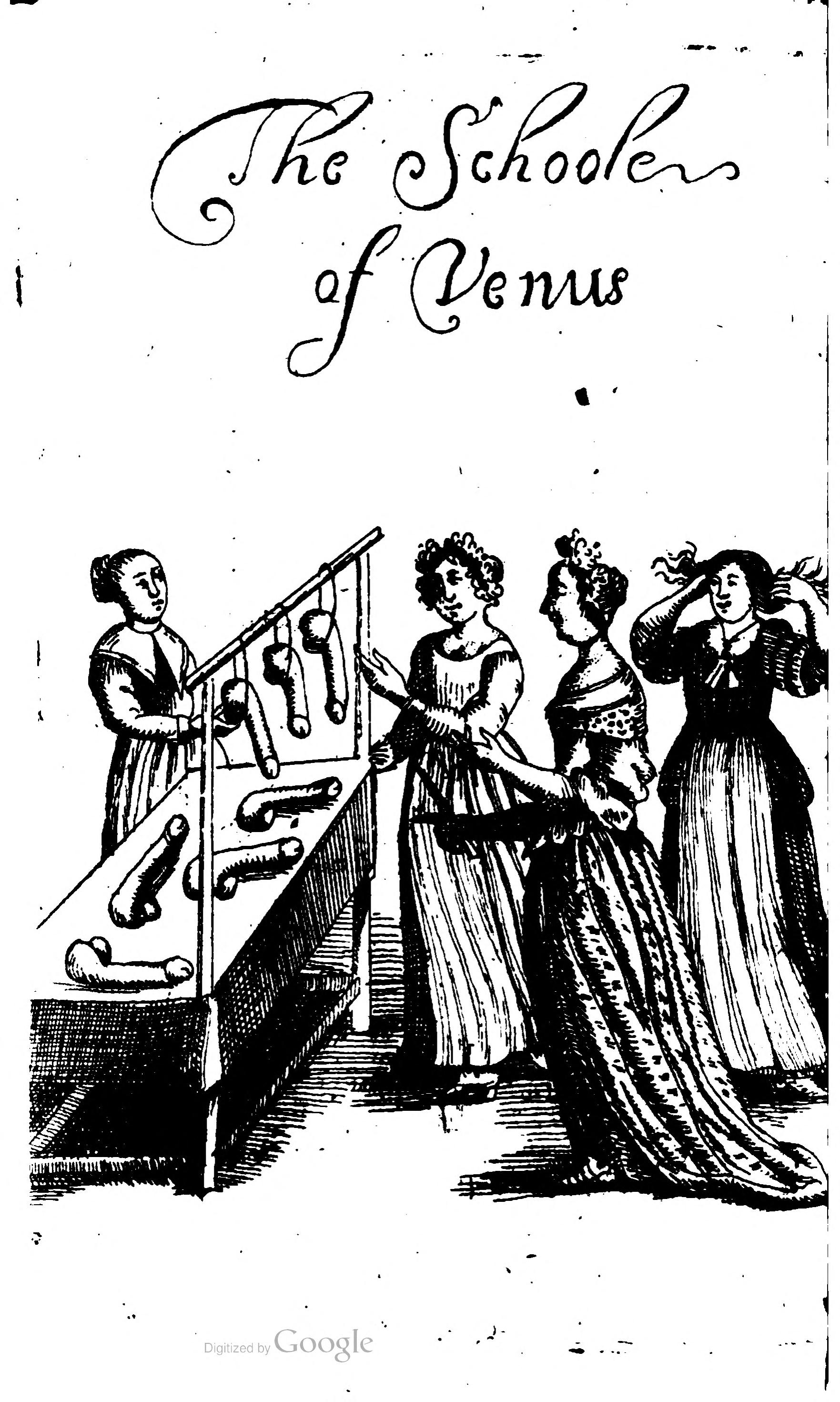
"The School of Venus".

L’Escole des Filles ou la Philosophie des dames est un livre érotique écrit par un auteur inconnu et paru pour la première fois à Paris en 1655. Dans cet ouvrage considéré comme le premier roman sur le libertinage et le premier roman érotique de la littérature française, deux cousines discutent de thèmes sexuels.

## Historique

### Première édition et procès
Les circonstances dans lesquelles L’Escole des Filles a paru sont connues grâce aux recherches de Frédéric Lachèvre, qui a aussi découvert les documents du procès sur la publication de l’œuvre dans les Archives nationales.
Au printemps 1655 l’imprimeur parisien Louis Piot accepte de composer et de publier 300 exemplaires de L’Escole des Filles, dont 50 sur papier de haute qualité. Les éditeurs sont Jean L’Ange et Michel Millot. Le manuscrit a été écrit sous la plume de L’Ange, ce qui ne signifie pas forcément qu’il en était l’auteur. Millot, qui supporte les trois quarts des coûts de publication, est sous Louis XIV vérificateur des impôts ou responsable du paiement de la solde des gardes suisses. Selon ses propres dires, L’Ange est né en 1610 à Paris et est écuyer du roi. La page de titre vient de l’atelier de l’illustrateur et graveur François Chauveau. Le relieur du livre est Louis Framery.
Piot tente de s’assurer l’impunité à travers les communautés des corps de libraires et d’imprimeurs, ce qui attire l’attention du procureur sur le livre scandaleux. Le 12 juin L’Ange est arrêté et la plupart des exemplaires sont saisis dans l’appartement de Millot. Millot lui-même est introuvable. Le jugement du procès le 7 août ordonne la confiscation de tous les biens de Millot, ce qui est cependant difficilement réalisable car Millot est en fuite. Le 9 août celui-ci est brûlé en effigie avec les ouvrages saisis. L’Ange est condamné à payer une amende de 200 livres, mais reste en prison jusqu’au 8 octobre à cause des congés du tribunal. Aucun des exemplaires qui n’ont pas été saisis lors de la perquisition chez Millot n’a survécu.

### Sur l’auteur, éditions, critiques
L’Escole des Filles n’est mentionnée, jusqu’au milieu du XIXe siècle, que dans Carpentariana ou Remarques d’histoire, de morale, de critique, d’érudition et de bons mots de M. Charpentier publié en 1724. Cette collection sur François Charpentier, rassemblée par un auteur du nom de Boscheron, indique « Helot » comme auteur du livre et décrit brièvement son procès. Il n’est pas clair dans quelle mesure les Carpentariana se basent vraiment sur les souvenirs de Charpentier.
Dans une lettre de 1655 adressée à son collègue lyonnais Charles Spon, Guy Patin nomme « Milot » comme auteur.
Les plus anciennes éditions conservées sont des impressions hollandaises illégales de 1667 et 1668. Le madrigal précédant L’Escole des Filles dans les éditions hollandaises, attribué à Claude Le Petit, est – sans doute à cause d’une coquille – dédié à l’auteur « Monsieur Mililot ». Il est improbable que l’édition originale contienne cette dédicace, puisque ayant fait imprimer l’ouvrage en secret, Millot n’avait pas d’intérêt à se dénoncer lui-même.
Malgré la fréquence des multiples allusions à Millot, celui-ci n’est vraisemblablement pas l’auteur de L’Escole des Filles, car il s’agirait de son unique œuvre.
Dans son journal, à la date du 8 février 1668, Samuel Pepys rapporte avoir acheté dans une librairie une édition de mauvaise qualité de « L’Escolle des filles », « ce livre frivole et polisson » (« the idle, rogueish book »), « que je suis décidé, dès que je l'aurai lu, à le brûler, pour qu'il ne figure pas sur ma liste de livres. »
En 1865 Auguste Poulet-Malassis le réédite à Bruxelles. On peut lire L'Ecole des filles dans le volume I des Libertins du XVIIe siècle (Paris, Gallimard, coll. "Bibliothèque de la Pléiade", n° 450, 1998, pp. 1099-1202).
Le roman érotique Eros in Town, d’auteur anonyme et publié en 1989 en Angleterre, utilise ce livre dans son intrigue.
Une traduction en anglais, The School of Venus, or the Ladies Delight, Reduced into Rules of Practice, est parue en 1680. Un exemplaire est retrouvé dans la Bayerische Staatsbibliothek.

## Résumé
Dans le résumé précédant les deux dialogues de la partie principale, les circonstances de l’intrigue sont brièvement décrites. Robinet, le fils d’un marchand, est amoureux d’une jeune fille du nom de Fanchon, mais ne peut se rapprocher d’elle du fait de sa naïveté. Il convainc alors Susanne, sa cousine plus âgée, d’éveiller son désir en lui expliquant par le menu les délices de l'amour et le plaisir qu'il y a pour une fille à « recevoir le vit au con ».
Lors de leur discussion, Susanne et Fanchon parlent d’une multitude de sujets, dont l’âge du mariage, les organes génitaux masculins et féminins et les rapports sexuels. À la fin du premier dialogue, Fanchon se déclare prête à se laisser déflorer par Robinet.
Le second dialogue a lieu quelques jours plus tard. À la demande de Susanne, Fanchon décrit en détail son premier rapport sexuel avec Robinet. Les deux femmes discutent alors d’autres thèmes, comme les positions sexuelles, la flagellation, la taille des pénis, les méthodes de contraception et le mariage.